# Басейн Тоболу
Басейн Тобола — водозбір річки Тобол, загальною площею 395 тис. км². Поширюється на території Росії та Казахстану.

## Загальна інформація
Належить до суббасейну Іртиша басейну Обі. У розрізі країн на Росію припадає 247 тис. км² площі басейну, що становить 69 %, Казахстан займає 121 тис. км², або 31 %.

## Опис
Має в основному снігове живлення, нижче до гирла Тоболу збільшується частка дощового. Основними притоками Тоболу є Уй, Ісеть, Тура, Тавда, Убаган. Середня витрата води у верхній течії 26,2 м³/сек, у гирлі — 805 м³/сек. Стік Тоболу зарегульовано водосховищами, на річці розміщуються міста Лисаковськ, Рудний, Костанай, Курган, Ялуторовськ.